# Viespi

Viespile sunt parafiletice, constând din clada Apocrita fără furnici și albine. Viespea comună aparține familiei Vespidae.

Viespile sunt un grup de insecte din ordinul Hymenoptera, subordinul Apocrita, oricare altele în afară de furnici și albine. Grupul viespilor este format din insecte cosmopolitane parafiletice, care cuprinde mii de specii.
Termenul viespe este folosit uneori prin restrângere doar la familia Vespidae, care include viespea comună și alte specii familiare din genurile Vespula și Dolichovespula.

## Aspect morfologic, răspândire, mod de viață

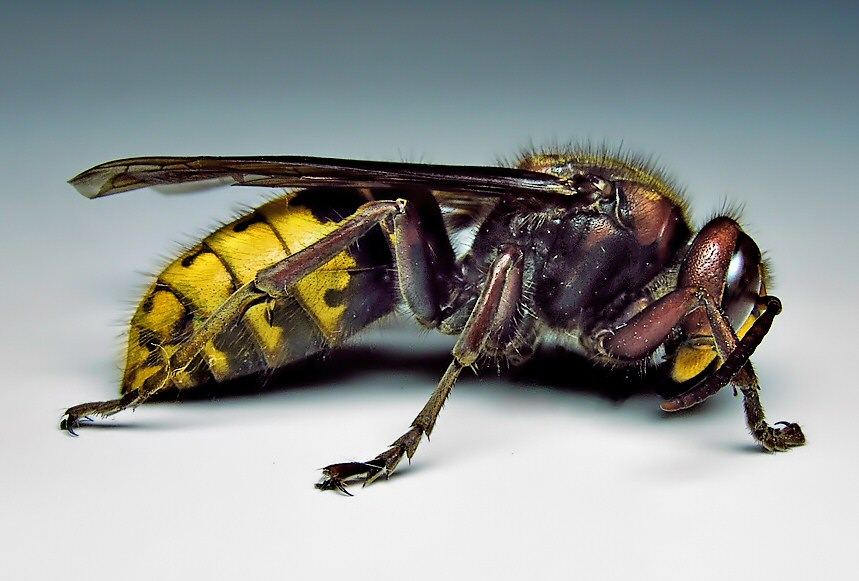
Vespa crabro

Viespile au corpul de culoare galbenă cu dungi negre, de un aspect asemănător cu albinele, numai că primele sunt mai mari. Ele trăiesc în colonii; cuibul care are formă de fagure este construit din lemn mărunțit cu mandibulele insectelor. Ouăle sunt depuse primăvara de o matcă ce trăiește un an, larvele fiind hrănite cu insecte fărâmițate de viespile adulte. Ele se hrănesc cu nectar, polen, sucuri de plante, insecte și larvele acestora. Spre deosebire de albină, acul cu venin al viespilor nu rămâne în țesutul unde a fost injectat veninul. Biologii de la Universitatea Nottingham au demonstrat în anul 2006 că unele specii de viespi, pentru a neutraliza dușmanul, pot să pulverizeze substanțe chimice agresive asupra lui. Specia Goniozus legneri depune ouăle în larvele altor insecte care au fost în prealabil  amorțite. Dușmani naturali ai viespilor sunt prigoriile, „Pernis apivorus” (Accipitridae), păianjenul cu cruce (Araneus diadematus), „Rhyssa persuasoria” (Ichneumonidae) care depune ouăle în larvele viespilor.
Viespile au fost răspândite inițial numai în Europa, Asia și America de Nord dintre care unele specii au ajuns ulterior și în America de Sud și Australia. Genurile Vespula și Dolichovespula sunt mai puțin răspândite în regiunile cu climă temperată, arealul lor de răspândire fiind regiunile tropicale și subtropicale. În regiunile temperate este răspândit genul Vespa, care a ajuns însă și în unele regiuni din Asia de Sud Est, pe când insectele nocturne din genul Provespa sunt răspândite numai în regiunile tropicale din Asia de Sud Est.

## Specii din Europa Centrală (parțial)

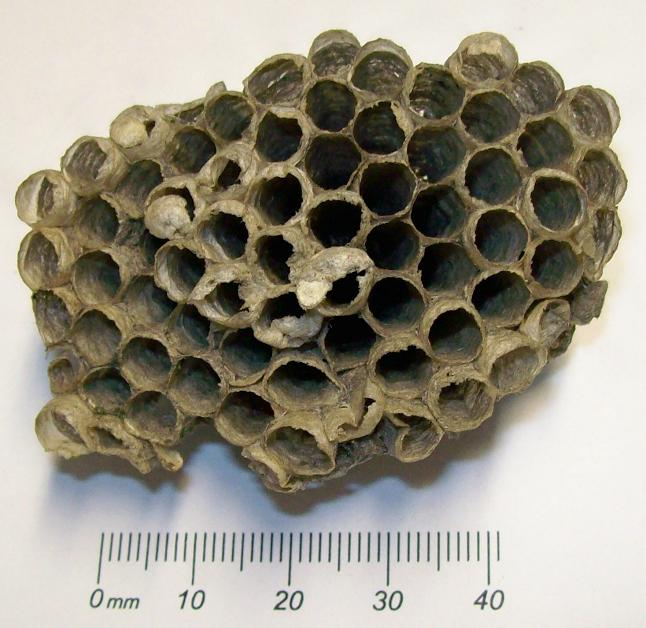
Cuib de viespi

genul Vespa
- Vespa crabro

genul Dolichovespula
- Dolichovespula media
- Dolichovespula sylvestris
- Dolichovespula omissa
- Dolichovespula saxonica
- Dolichovespula norwegica
- Dolichovespula adulterina

genul Vespula
- Vespula rufa
- Vespula austriaca
- Vespula vulgaris
- Vespula germanica